# Julien Chapuis
Julien Chapuis (* 1968 in Lausanne) ist ein Schweizer Kunsthistoriker.
Julien Chapuis studierte an der Reichsuniversität Groningen und der Indiana University Bloomington Kunstgeschichte mit dem Schwerpunkt auf der mittelalterlichen Kunstgeschichte, insbesondere der Malerei und der Skulptur. In Bloomington wurde er 1996 mit einer Arbeit über Stefan Lochner promoviert. 1997 ging er an das Metropolitan Museum of Art in New York. Zunächst war er Assistant Curator, seit 2001 Associate Curator und seit 2006 Curator in der Abteilung für mittelalterliche Kunst und The Cloisters, einer Dependance des Metropolitan Museums für mittelalterliche Kunst. Seit Januar 2008 war Chapuis Leiter, von 2018 bis 2023 Direktor der Skulpturensammlung und des Museums für Byzantinische Kunst im Berliner Bode-Museum.
Chapuis gilt als international anerkannter Experte der Kunst des 15. Jahrhunderts und war an mehreren internationalen Ausstellungen beteiligt, darunter 1999/2000 einer Ausstellung über Tilman Riemenschneider im Metropolitan Museum und 2015 an „Das verschwundene Museum. Die Berliner Skulpturen- und Gemäldesammlung 70 Jahre nach Kriegsende“ im Bode-Museum.

## Schriften (Auswahl)
- Stephan Lochner. Image-Making in Fifteenth-Century Cologne. Brepols, Turnhout 2004.
- (Hrsg.), Tilman Riemenschneider. Master sculptor of the late Middle Ages. Catalogue of an exhibition held at the National Gallery of Art, Washington, DC, 3 October 1999 - 9 January 2000 and The Metropolitan Museum of Art, New York, NY, 7 February - 14 May 2000. Yale University Press, New Haven-London 1999 ISBN 0-89468-244-X (Digitalisat).
- mit  Jonathan Fine, Paola Ivanov (Hrsg.): Unvergleichlich. Kunst aus Afrika im Bode-Museum. Ausstellungskatalog. Skulpturenhalle und Museum für Byzantinische Kunst, Bode Museum, Berlin. Edition Braus Berlin, Berlin 2017, ISBN 978-3-86228-171-8.
  - englische Ausgabe: Beyond Compare. Art from Africa in the Bode Museum. Exhibition catalogue, Skulpturensammlung und Museum für Byzantinische Kunst, Bode Museum, Berlin. Edition Braus Berlin, Berlin 2017.